# DeFuniak Springs
DeFuniak Springs è una città della contea di Walton, Florida, Stati Uniti. La popolazione era di 5.177 abitanti al censimento del 2010. È il capoluogo della contea di Walton.

## Geografia fisica
Secondo lo United States Census Bureau, ha un'area totale di 14,14 mi² (36,62 km²).

## Storia
La città fu fondata alla fine del XIX secolo come centro di villeggiatura, dagli ufficiali della Pensacola and Atlantic Railroad, una sussidiaria della Louisville and Nashville Railroad. La P&A fu organizzata per collegare il capolinea della L&N di Pensacola al capolinea occidentale di un predecessore della Seaboard Air Line Railroad a River Junction - ora Chattahoochee - negli anni 1880. La città prende il nome da Frederick R. De Funiak, vicepresidente della L&N. Come gran parte della Florida nord-occidentale, DeFuniak Springs fu fondata principalmente da scozzesi provenienti dalla Virginia e dalle Caroline.
DeFuniak Springs fu fondata come località di destinazione finale. Gli sviluppatori si sono avvalsi della collaborazione e dell'aiuto del Movimento Chautauqua. La Chautauqua Hall of Brotherhood, un auditorium di 4000 posti a sedere, fu costruita sul lago DeFuniak nel centro della città. Seminari, lezioni e simili si sono tenuti nell'edificio della Hall of Brotherhood per le persone in vacanza.
L'edificio dell'auditorium fu gravemente danneggiato dall'uragano Eloise nel 1975 e raso al suolo. La Chautauqua Hall of Brotherhood Foundation Inc., una fondazione di beneficenza, intraprese una campagna di capitali per ripristinare l'edificio storico. La parte occidentale dell'edificio che si affaccia su Circle Drive è ancora in uso.
Come parte dell'atmosfera intellettuale della città, un college e una scuola privata (denominate Palmer College e Palmer Academy, rispettivamente), oltre a una scuola tecnica (Thomas Industrial Institute) e una scuola di formazione per insegnanti (Florida Normal College) furono istituite nel tardo XIX secolo. Il Florida Normal College fu in seguito incorporato nella Florida State University. Le altre scuole chiusero durante la grande depressione, che creò tensioni finanziarie. Rimane un College Avenue che un tempo conduceva al Palmer College.
Nel 1886, la città tenne un importante incontro che cambiò il corso di educazione pubblica in Florida. Durante questo incontro, insegnanti provenienti da tutto lo stato formarono la Florida Education Association. Questa unione di insegnanti rimane la voce predominante dello stato per gli educatori ed è affiliata alla National Education Association e alla American Federation of Teachers.
La città contiene altri monumenti storicamente significativi. La Walton County Library si trova su Circle Drive, la più antica biblioteca esistente nello stato della Florida. La biblioteca contiene antichità, tra cui un impressionante collezione di armi medievali, oltre a molti libri di prima edizione. Sempre su Circle Drive si trovano il Walton County Heritage Museum, ospitato nell'ex deposito ferroviario della L&N, e la St. Agatha's Episcopal Church, costruita tra il 1895 e il 1896.
La First Presbyterian Church è l'unica struttura privata nel Lake Yard, il parco che circonda il lago. Sebbene la contea di Walton fosse contraria alla secessione, il primo monumento ai caduti confederati costruito in Florida si trova sul prato del tribunale della contea di Walton.
Un impianto di lavorazione del pollo gestito da Perdue Farms presso DeFuniak Springs fu chiuso nell'aprile 2004.

## Società

### Evoluzione demografica
Secondo il censimento del 2010, la popolazione era di 5.177 abitanti.

### Etnie e minoranze straniere
Secondo il censimento del 2010, la composizione etnica della città era formata dal 70,7% di bianchi, il 20,4% di afroamericani, lo 0,7% di nativi americani, lo 0,8% di asiatici, lo 0,3% di oceanici, il 4,2% di altre razze, e il 2,9% di due o più etnie. Ispanici o latinos di qualunque razza erano il 7,5% della popolazione.